# Mathematical Sciences Publishers
Mathematical Sciences Publishers — некоммерческой издательская компания, управляемая математиками. Компания издает несколько журналов серий книг.
Центральный офис находится на факультете математики в калифорнийского университета в Беркли.

## Серии книг
- Geometry & Topology Monographs
- The Open Book Series

## Собственные журналы
- Algebra & Number Theory
- Algebraic & Geometric Topology
- Analysis & PDE
- Communications in Applied Mathematics and Computational Science
- Geometry & Topology
- Involve, a Journal of Mathematics
- Journal of Mechanics of Materials and Structures

## Издаваемые журналы
- Annals of K-Theory
- Pacific Journal of Mathematics
- Mathematics and Mechanics of Complex Systems

## Распространяемые журналы
- Annals of Mathematics